# Benjamin Fillon
Pour les articles homonymes, voir Fillon.
Œuvres principales
- Considérations historiques et artistiques sur les monnaies de France
- Poitou et Vendée* Considérations historiques et artistiques sur les monnaies de France
- Études numismatiques

Benjamin Fillon, né le 15 mars 1819 à Grues et mort le 23 mai 1881 à Saint-Cyr-en-Talmondais, est un juge républicain, numismate, archéologue et érudit poitevin.
Il a rassemblé la plus grande collection de curiosités poitevines du XIXe siècle; son engouement pour la Renaissance fait de lui l'un des premiers spécialistes de François Viète.

## Biographie
Fils de Joseph Louis Fillon (1787-1858), percepteur des contributions directes, ancien officier de l'Empire, et de Joséphine Joussemet, il est issu d'une famille de la petite bourgeoisie de Fontenay-le-Comte. Durant la Révolution française, elle a compté parmi les Bleus de Vendée.
Son père est un neveu du colonel Louis Joseph Fillon, tué le 25 mai 1793. Le curé Ballard, député du clergé du Poitou en 1789 et l'un des premiers curés à s'être rallié au tiers-état, avant de siéger à la Constituante, était l'un de ses grands-oncles.
Des études de Droit le mènent à Poitiers, puis à Paris; il commence alors ses travaux de recherche et ses collections, qui embrasseront de nombreux domaines : archéologie gauloise et gallo-romaine, céramique, Renaissance française, numismatique française, histoire locale...
En 1841, Fillon commence ses premiers travaux à la Société des Antiquaires de l’Ouest, dont il devient questeur en 1844, puis vice-président en 1846.
Licencié en Droit le 19 avril 1842, il est nommé la même année juge suppléant au tribunal de la Roche-sur-Yon. Libéral, progressiste et fidèle à la République, il démissionne de ses fonctions après le coup d'État du 2 décembre 1851. 
En 1848 il avait été candidat républicain pour le département de la Vendée lors de l'élection de l'Assemblée nationale constituante, sans être élu élu.
Il épouse le 10 février 1863 sa cousine germaine Clémentine (née à Nalliers le 27 février 1830), fille de Joseph René Fillon, notaire, et de Pauline Victoire Poëy d’Avant, et nièce du célèbre numismate Faustin Poëy d'Avant ; celle-ci collabore à ses travaux.
En 1864, il organise le 31e Congrès archéologique de France à Fontenay-le-Comte.
En 1870, il est nommé préfet de la Vendée par le gouvernement de la Défense nationale mais il n'accepte pas cette fonction. En 1871, il refuse d'être candidat républicain à l'Assemblée nationale.
De 1870 à sa mort (1881), il collabore à la Société de l’histoire de l’art français ainsi qu'à de nombreuses revues et se lie avec Anatole de Montaiglon.
Le 16 juillet 1873, son épouse meurt ; quittant l'hôtel Poëy d'Avant dans lequel il résidait à Fontenay-le-Comte, il se retire dans son château de La Court , à Saint-Cyr-en-Talmondais, commune dont il est maire de 1876 à sa mort.
Deux lettres de décembre 1877 et de février 1878 que lui adressa son ami républicain Georges Clemenceau, exprimant sa piètre opinion sur Patrice de Mac Mahon, alors président de la République monarchiste, ont été publiées.
En 1878, l'Exposition universelle lui doit le prêt de nombreux objets de sa collection personnelle.
Au mois de juillet 1880, la maladie s'empare de lui et il meurt à Saint-Cyr le 23 mai 1881 ; selon sa volonté, ses obsèques sont civiles avant l'inhumation au cimetière Saint-Jean de Fontenay-le-Comte.

## Œuvre

### Un découvreur
Peu de personnes se sont intéressées à l'histoire de la Vendée avant Benjamin Fillon. On lui doit notamment la réédition des œuvres de Nicolas Rapin et d'André de Rivaudeau ; la connaissance du séjour de François Rabelais chez les cordeliers de Fontenay-le-Comte et celles des promenades de Bernard Palissy.
Il participe à plusieurs fouilles en Vendée dans une villa de Saint-Médard-des-Près. Il emploie des collaborateurs comme Eugène Chevreul et s'appuie sur les travaux des théoriciens de son époque, comme Winckelmann.
Enfin, de façon plus anecdotique, il fait restaurer son château, La Court d’Aron, dans le style de la Renaissance.
Touchant François Viète, sa passion pour le mathématicien fut si forte qu'il proposa par deux fois, en 1858, une souscription forcée de la Société des antiquaires de France pour l'érection d'une statue en son honneur à Fontenay-le-Comte. Initiative repoussée car Fillon ne voulait pas de souscriptions individuelles. M. Biot, au nom de la section de géométrie tout entière, lui refusa formellement une souscription collective. Il réitéra sa proposition auprès de la municipalité de Fontenay, mais la liste des premiers souscripteurs comprenant les noms prestigieux de Louis Blanc et de Victor Hugo, la municipalité s'effraya de se trouver marquée politiquement et son projet tomba à l'eau. Fillon démissionna alors de ses charges municipales.
Le nombre de découvertes archéologiques de Fillon est impressionnant et recouvre toutes les époques. Elles se manifestent par son travail d'épigraphiste, mais aussi par un travail de terrain, comme celui qu'il accomplit avec Frédéric Ritter lors de la découverte à Saint-Médard des peintures décoratives de la dame Blanche, peintures murales dans des restes de villas du Bas-Poitou (IIIe siècle). Faïences dites d'Oiron, bague de sainte Radegonde, sceau d'ébène du XIe siècle, histoire des évêchés, des villes murées, des abbayes, des mottes féodales, reliquaires, bijoux, trésors, numismatique, vases trouvés sur les bords de la mer ou dans des cavernes, bornes des voies romaines, tumuli gaulois, haches, peintures, poteries, pilotis, dépôts de cendre, sépultures, menhir, folies, dolmen, héritage du celte, du sanscrit, similarité avec l'art précolombien ou africain, rien ne lui échappe.
Il réunit ainsi plus de 180 noms de potiers officiant dans le Poitou au XVIe siècle, s'occupe de l'évolution de la musique du XIe siècle au XVIIIe siècle, de la profondeur et du déplacement des dunes ou de leur antiquité... Il dresse des cartes historiques du Bas-Poitou. Une de ses idées fortes est d'attribuer au songe de Polyphile de Jean Martin (1546) un rôle charnière dans l'évolution de l'art au XVIe siècle ; rien de ce qui est poitevin ne lui semble étranger.

### Une part d'ombre
L'authenticité de certaines des pièces de la collection d'autographes de Fillon a pu être mise en cause, sans que l'on sache vraiment s'il a été « la victime involontaire ou le complice d'un faussaire ». Cette « crédulité » peut être rapprochée de celles d'autres grands savants de son époque comme Boucher de Perthes dans le domaine de la préhistoire, dont ce savant est le fondateur, ou Michel Chasles dans l'histoire des sciences, qui fut la victime du faussaire Vrain-Lucas. Mais selon des recherches récentes, il apparaît aussi que Fillon aurait inventé certaines de ses découvertes archéologiques, notamment celle du trésor de l’étang de Nesmy et du trésor mérovingien de Grues. Les "découvertes archéologiques" de Benjamin Fillon sont ainsi un curieux mélange de découvertes réelles et de pures mystifications.
De même l'auteur anonyme d'un livre-album des années 1880 relatif au château d'Oiron (79) retranscrit un extrait d'un inventaire du château daté de 1559 relatif à une grande statue équestre métallique de Henri II, document qui aurait appartenu à Fillon.
L'abbé Sireau et d'autres chercheurs, dont l'érudit fontenaisien Émile Brethé, l'accusent d'avoir été lui-même un faussaire et d'avoir sciemment fait fabriquer et enterrer des poteries pour valoriser certaines de ses découvertes.

### Œuvres principales
- Considérations historiques et artistiques sur les monnaies de France ;
- Poitou et Vendée, réalisé en collaboration avec l’aquafortiste Octave de Rochebrune ;
- L’Art de la terre chez les Poitevins, suivi d’une étude sur l’ancienneté de la fabrication du verre en Poitou ;
- collaboration à la Description des monnaies seigneuriales françaises composant la collection de M. Poey d'Avant, avec un essai de classification ;
- Études numismatiques de 1856.

Détail des œuvres
- Recherches sur l'attribution au Poitou de quelques tiers de Sol d'or mérovingiens, (Saurin, Poitiers, 1844) ;
- Recherches historiques et archéologiques (Saurin, Poitiers, 1845) ;
- Recherches historiques et archéologiques sur Fontenay : biographie des hommes illustres de Fontenay (Nairière-Fontaine, 1846 ) ;
- Documents pour servir à l’histoire du Bas-Poitou et de la révolution en Vendée, (imprimerie de Robuchon, Fontenay, 1847 ) ;
- Maisons des hommes illustres de Fontenay (imprimerie de Robuchon, Fontenay, 1847) ;
- Un capitaine de compagnie franche à la fin du XVIe siècle (imprimerie de Robuchon, Fontenay, 1847)[15] ;
- Le Cabinet de Michel Tiraqueau, sénéchal de Fontenay (imprimerie de Robuchon, Fontenay, 1848 ) ;
- Histoire véridique de Guillery (imprimerie de Robuchon, Fontenay, 1848) ;
- Description de la villa et du tombeau d’une femme artiste gallo-romaine découverts à Saint-Médard-des-Prés (Vendée) (imprimerie de Robuchon, Fontenay, 1849) ;
- En collaboration avec Frédéric Ritter :  Notice sur la vie et les ouvrages de François Viète(impr. de C. Gailmard, Nantes, 1849) ;
- Nicolas Rapin (La Gazette des Beaux-Arts, Paris, 1849 ) ;
- Considérations historiques et artistiques sur les monnaies de France, Fontenay, 1850[16] ;
- Lettres à M. Ch. Dugast-Matifeux sur quelques monnaies françaises inédites, imprimerie de Robuchon, Fontenay-Vendée, 1853 ;
- Les plaisirs du gentilhomme champêtre, poème de Nicolas Rapin, notice de Benjamin Fillon (Techener, Paris, 1853) ;
- Rapport présenté à la Société archéologique de Nantes sur une découverte de monnaies, d’ustensiles et bijoux de l’époque gallo-romaine, faite près du Veillon, canton de Talmon, (A. Guéraud, Nantes, 1856) ;
- Études numismatiques (Charvet, Paris 1856)[17] ;
- Collection Jean Rousseau, monnaies féodales françaises (Paris, 1860) ;
- Lettres écrites de la Vendée à M. Anatole de Montaiglon (Tross, Paris, 1861)[18] ;
- Les Faïences d’Oiron, lettre à M. Riocreux (imprimerie de Robuchon, Fontenay, 1862) ;
- L’Art de la terre chez les Poitevins, suivi d’une étude sur l’ancienneté de la fabrication du verre en Poitou (L. Clouzot, Niort, 1864.) ;* Programme de la XXXIe session du Congrès archéologique de France à Fontenay-le-Comte (imprimerie de Robuchon, Fontenay, 1864 ) ;
- Avec Clémentine Fillon, Des études historiques et artistiques (Nalliers, Fontenay-le-Comte, 1865) ;
- Avec François Duchesne, L'effondrement du palais de justice de Fontenay-le-Comte, Clouzot, Niort, 1866[19] ;
- Le Langon, Véluire et le Poiré (imprimerie de Robuchon, Fontenay-le-Comte, 1867) ;
- Recherche sur le séjour de Molière dans l'Ouest de la France (imprimerie de Robuchon, Fontenay-le-Comte, 1871) ;
- L'église réformée de Fontenay-le-Comte (imprimerie de Robuchon, Fontenay-le-Comte, 1872) ;
- Département de la Vendée. Coup d’œil sur les élections sénatoriales de 1876 (imprimerie de Robuchon, Fontenay-Vendée, 1876) ;
- L’Art romain et ses dégénérescences au Trocadéro (Quantin, Paris, 1878) ;
- Rapport sur la carte routière et hydrographique de la Vendée (la Veuve Cochar, Tremblay 1878) ;
- Lettre à Monsieur Jules Quicherat, directeur de l’École des chartes, sur une découverte d’objets gaulois en or faite en 1759 dans l’étang de Nesmy (Vendée) (la Veuve Cochar, Tremblay, 1879 ) ;
- Les médailleurs italiens. Le Songe de Polyphile (La Gazette des Beaux-Arts, Paris, 1879) ;
- Nouveaux documents sur Marc-Antoine Raimondi (La Gazette des Beaux-Arts, et tiré à part de 120 ex. chez Quantin, Paris, 1880) ;
- Mémoire sur une nouvelle nomenclature des dénominations des rues, places, carrefours et quais de la ville de Fontenay, présenté au conseil municipal par Benjamin Fillon (A. Baud, Fontenay, 1880).

### Les collections Fillon
Son exécuteur testamentaire, auquel il lègue ses collections, est l'historien Charles Dugast-Matifeux, avec qui Fillon a collaboré et avec qui il partage des idées républicaines avancées. À la mort de Fillon, Dugast établit deux catalogues de ces collections, qui sont dispersées dans une vente à Drouot.
- Un "Catalogue des objets d’arts et de haute curiosité. Bronzes antiques, bijoux mérovingiens, monnaies et médailles antiques du Moyen Âge et de la Renaissance, vierge du XIIIe siècle en ivoire, émaux de Limoges, faïences de Perse, plats de Bernard Palissy, statue en marbre par J. Fancelli, porcelaine de Chine, objets variés, tableaux, dessins, estampes composant la collection de feu Benjamin Fillon et dont la vente aura lieu à l’hôtel Drouot, salle no 8, le lundi 20 mars 1882 et jours suivants" (Paris, 1882).
- "Catalogue des monuments typographiques et d’un choix de livres rares et précieux provenant du cabinet de Feu M. Benjamin Fillon – Avec quelques éclaircissements et des notes bibliographiques" (Paris, Claudin, 1883).

Entre autres nombreuses œuvres d'art, Fillon posséda un des dix termes en terre cuite qui ornaient la façade de la galerie Renaissance du château d'Oiron (79) et en furent retirés en 1870 ; l'œuvre, qui aurait été donnée par son épouse (+ 1873) au musée de la Céramique de Sèvres, fut transférée en 1935 au Musée du Louvre (depuis exposée au Louvre-Lens), est le seul élément de la série visible en France ; les quatre autres connus à ce jour, que des marchands ont fait "compléter" et patiner pour mieux les vendre, firent partie de la collection Morgan et furent acquis en 1944 par le marchand d'art Wildenstein; en 1994, ils se trouvaient aux mains de ses héritiers à New-York. 
Issues de sa collection, les fonds Benjamin Fillon de Fontenay-le-Comte comptent environ 1 500 pièces.
On trouve également un fonds Benjamin Fillon à la Bibliothèque municipale de Nantes (au sein du fonds Dugast-Matifeux), aux Archives départementales de la Vendée, à La Roche-sur-Yon, et un  autre à la BNF (cote 21509 nouvelles acquisitions)
Une visite aux collections Fillon organisée par la Société française d'archéologie le 16 juin 1863 ; et la description de cette visite nous apprennent qu'il possédait un buste de Viète, des portraits de Nicolas Rapin et de Brantôme, une étude de Michel-Ange, une autre du Primatice, des dessins de Guerchin, Le Sueur, Greuze, Jacques-Louis David, Carle Vernet, des gravures d'André Mantégna, d'Albert Dürer, de Claude Lorrain de Van Dyck et de Watteau.
Outre les collections archéologiques, (bagues, vases, statuettes, fragments de murs, mobilier de tombeau, médaillon, collier, vierge d'ivoire, épées du Xe et XIIIe siècles, poteries poitevines, Verres peints et agatisés, émaux de Limoges, statère portant le nom de Vercingétorix et autres)  on y trouve encore 20 000 manuscrits, recueillis en commun avec M. Dugast-Matifeux, et des autographes, dont les principaux sont ceux de Bertrand Du Guesclin, Jean de Berry, Charles d'Orléans, Jean-Sans-Peur, duc de Bourgogne, Gilles de Rais, Louis XI de France, Richard III d'Angleterre, Philippe de Commines, Ferdinand-le-Calholique, Isabelle de Castille, Anne de Bretagne, François Viète, Bernard Palissy, Barnabé Brisson, Catherine de Parthenay, Agrippa d'Aubigné, Henri II de Rohan, Benjamin de Rohan ; saint Vincent de Paul.

## Distinctions
- Officier d'Académie ;
- Chevalier de la Légion d'honneur (au titre du ministère des Beaux-Arts).

## Hommages
Le graveur Bracquemond a réalisé son portrait à l'eau-forte. 
En janvier 1889, son ami le graveur vendéen Octave de Rochebrune (1824-1900) lui a dédié post mortem une eau-forte représentant l'hôtel de Cluny à Paris (coll.pers.).
Le nom de Benjamin Fillon a été donné à une rue dans chacune des deux communes de Fontenay-le-Comte et Saint-Cyr-en-Talmondais, ainsi qu'à Chantonnay.